# Rantzau (Gemeinde)
Rantzau ist eine Gemeinde im Kreis Plön in Schleswig-Holstein.

## Geografie

### Lage
Das Gebiet der Gemeinde Rantzau erstreckt sich im Norden des Naturparks Holsteinische Schweiz zwischen Dannauer See im Osten und Tresdorfer See weiter westlich im nordwestlichen Teilbereich des Naturraums Ostholsteinisches Hügel- und Seenland zwischen Lütjenburg und Malente.

### Gemeindegliederung
Die Gemeinde Rantzau lässt sich siedlungsstatistisch in die Wohnplätze des namensgebenden Dorfes, die Häusergruppen Großkoppel, Hohenhof, Papiermühle und Söhren und die weiteren Dörfer Dorf Rantzau und Sasel gliedern.

## Geschichte
Der Ort wurde erstmals 1226 als Ranzowen erwähnt und stammt aus dem Slawischen. Von ihm leitet sich auch der Familienname der Familie von Rantzau ab.
Zwischen 1910 und 1938 war Rantzau Bahnstation der Kleinbahn Kirchbarkau–Preetz–Lütjenburg.

## Politik

### Gemeindevertretung
Bei der Kommunalwahl am 14. Mai 2023 wurden insgesamt neun Sitze vergeben. Von diesen erhielt die CDU sechs Sitze und die Kommunale Wählergruppe Rantzau drei Sitze.

### Wappen

Gemeindeflagge

Blasonierung: „Von Silber und Rot gespalten. Vorn in Frontalsicht ein Topfhelm mit mondsichelförmigen Büffelhörnern, hinten eine abgerissene Schlüsselblume, deren fünf Blüten auswärts weisen, in verwechselten Farben.“

### Flagge
Blasonierung: „Auf einem in ein weißes Liek und ein rotes fliegendes Ende gleichmäßig geteilten Flaggentuch die Figuren des Gemeindewappens in flaggengerechter Tingierung, beide deutlich zur Flaggenmitte verschoben.“

## Sehenswürdigkeiten
Obwohl sich das Schloss Rantzau genannte Herrenhaus relativ bescheiden ausnimmt, ist es als eines der Stammhäuser der Rantzaus doch eine der geschichtlich bedeutenden Gutsanlagen des Landes Schleswig-Holstein.
Das ursprüngliche Herrenhaus wurde 1592 durch den königlichen Statthalter und Amtmann von Segeberg Heinrich Rantzau errichtet. Es bestand aus zwei im Renaissancestil errichteten, parallel zueinander stehenden Bauten, die mit geschweiften Giebeln geschmückt und lediglich durch eine Mauer mit Tordurchfahrt verbunden waren. Um die Anlage war ein Wassergraben gezogen, hinter dem Herrenhaus befand sich ein kleiner See, der durch die aufgestaute Kossau entstand, und in dem – in Sichtachse zum Haus – eine kreisrunde Insel mit einem Lusthaus eingelassen war.
Im 18. Jahrhundert wurden die Renaissancedekorationen entfernt und die beiden Einzelhäuser mittels eines dritten Flügels verbunden, der mit einer barocken Dach und Laterne verziert, bis heute den symmetrischen Mittelpunkt bildet.
Wie auf allen Rantzauschen Gütern wurde schon im 16. Jahrhundert für den Export produziert, neben landwirtschaftlichen Produkten auch Industriegüter. So ist in der Gemeinde Rantzau noch die alte Papiermühle erhalten, die ehemals zum Gut gehörte.

## Wirtschaft und Infrastruktur
Die Gemeinde ist überwiegend landwirtschaftlich geprägt.
Im Gemeindegebiet liegen zudem die Liegenschaften des Standortübungsplatzes Hohensasel und das Naturschutzgebiet Dannauer See und Umgebung. Beide sind Teil des NATURA 2000-Schutzgebietes FFH-Gebiet Dannauer See und Hohensasel und Umgebung. Beim Gut Rantzau beginnt darüber hinaus das FFH-Gebiet Kossautal und angrenzende Flächen.
Das Gemeindegebiet Rantzaus wird von der Verkehrstrasse der Bundesstraße 430 durchzogen.

## Söhne und Töchter (Auswahl)
- Otto Friedrich Magnus von Baudissin (1792–1865), Major
- Wilhelm Wattenbach (1819–1897), Historiker
- Johannes Mück (1831–1919), Landschaftsmaler